# أس أم يو-43 (ألمانيا)
كانت أس أم يو -43 واحدة من 329 غواصة تخدم في البحرية الإمبراطورية الألمانية في الحرب العالمية الأولى. شاركت في الحرب البحرية في المعركة الأولى للمحيط الأطلسي، حيث أجرت 11 دورية من 1915-1918.

## قائمة المراجع
- Gröner، Erich؛ Jung، Dieter؛ Maass، Martin (1991). U-boats and Mine Warfare Vessels. London: Conway Maritime Press. ج. 2. ISBN:0-85177-593-4. {{استشهاد بكتاب}}: |عمل= تُجوهل (مساعدة)

## روابط خارجية
- Helgason, Guðmundur. "WWI U-boats: U 43". German and Austrian U-boats of World War I - Kaiserliche Marine - Uboat.net. Retrieved 1 December 2014.